# Albertosuchus knudsenii
Albertosuchus knudsenii è un rettile estinto appartenente ai crocodilomorfi. Visse nel Cretaceo superiore (Maastrichtiano, circa 66 milioni di anni fa) e i suoi resti fossili sono stati ritrovati in Canada.

## Descrizione
Questo animale doveva essere molto simile a un odierno coccodrillo, ma possedeva alcune caratteristiche che lo rendevano più primitivo rispetto alla maggior parte dei coccodrilli del Cretaceo superiore. Ad esempio, Albertosuchus era sprovvisto della caratteristica tacca tra osso mascellare e premascella, tipica della maggior parte dei crocodiloidi. La sinfisi mandibolare (il collegamento tra i due rami della mandibola) era insolitamente corta e in essa era presente l'osso spleniale. Le ultime vertebre cervicali e le prime vertebre dorsali, infine, erano dotate di una ipapofisi estremamente profonda.

## Classificazione
Albertosuchus knudsenii venne descritto per la prima volta nel 2015, sulla base di un fossile incompleto ritrovato nella formazione Scollard in Alberta, nel Canada, risalente alla fine del Maastrichtiano. Analisi filogenetiche indicano che questo animale era uno dei più basali membri del gruppo dei Crocodylidae (al quale appartengono gli odierni coccodrilli ma non alligatori e caimani); un suo parente stretto sembrerebbe essere Arenysuchus del Cretaceo superiore della Spagna.

## Paleogeografia
Albertosuchus è stato il primo crocodiloide del Cretaceo proveniente dal Canada ad essere descritto. La formazione Scollard è pressoché coeva con le formazioni Lance e Hell Creek, rispettivamente del Wyoming e del Montana, entrambe più meridionali; in entrambe le formazioni meridionali abbondano resti di crocodiloidi, mentre nella formazione settentrionale (Scollard) sono rarissimi. 